# 坎波倫戈峰
46°27′34″N 8°43′10″E / 46.45947°N 8.71940°E

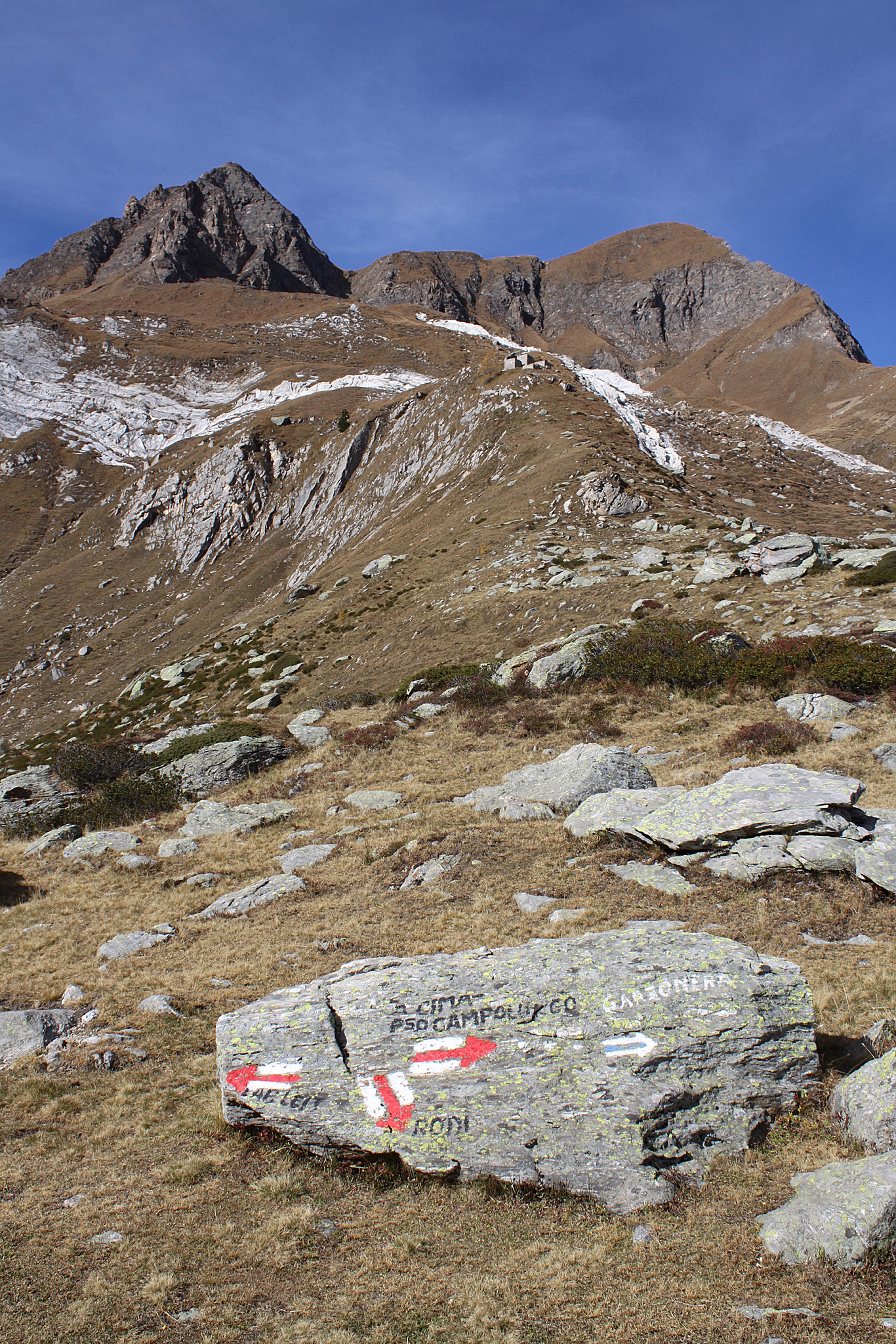

坎波倫戈峰（Pizzo Campolungo），是瑞士的山峰，位於該國南部，由提契諾州負責管轄，屬於提契諾阿爾卑斯山脈的一部分，海拔高度2,714米，每年平均降雨量2,204毫米。